# چاکالارووو
چاکالارووو (به بلغاری: Chakalarovo) یک منطقهٔ مسکونی در بلغارستان است که در شهرستان کیرکوفو واقع شده‌است.